# Бокштейн, Борис Самуилович
Бори́с Самуи́лович Бокште́йн (род 24 июля 1935, Москва) — советский и российский учёный-металлург, специалист в области диффузии в металлах и сплавах. Доктор физико-математических наук, профессор кафедры физической химии Университета МИСИС. Заслуженный деятель науки Российской Федерации, заслуженный работник высшей школы Российской Федерации.

## Биография
Родился 24 июля 1935 года в Москве. Сын металловеда Самуила Зейликовича Бокштейна.
Вся трудовая жизнь Б. С. Бокштейна связана с Московским институтом стали и сплавов — в 1952 году он поступил на первый курс физико-химического факультета института и после его окончания с 1958 года работает на кафедре физической химии: вначале аспирантом, затем доцентом, профессором. Много лет был заведующим этой кафедрой.
В 1962 году Б. С. Бокштейн защитил диссертацию на соискание учёной степени кандидата наук, в 1972 году ему присуждена учёная степень доктора физико-математических наук. В 1973 году ему присвоено учёное звание профессора.

## Научная и педагогическая деятельность
Научная деятельность Б. С. Бокштейна связана главным образом с изучением диффузии в металлах и сплавах. Он является одним из основоположников в нашей стране такого актуального научного направления, как исследование зернограничной и межфазной диффузии в сплавах и тонких плёнках. Обширный цикл работ, выполненных им в этом направлении, позволил раскрыть влияние структуры границ зерен в сплавах на диффузию в них.
Под руководством Б. С. Бокштейна выполнили и защитили кандидатские диссертации 30 научных сотрудников и аспирантов, он был консультантом по выполнению более 10 докторских диссертаций. Автор более 250 публикаций, в том числе 9 книг и 3 учебников.
Член научных советов при Российской Академии Наук — «Конструкционные материалы для новой техники», «Физика металлов» и «Физика, химия и механика поверхности». Член редколлегии журналов Solid State Phenomena, Def. and Dif. Forum и J. of Mat. Sci. Председатель оргкомитетов международных конференций DiBoS-97, DSS-02, DSS-2010, DiSo-05, член научного консультационного советов международных конференций DIMAT и DSL.

## Признание
- Lady Davis Professor, 1994 г.
- George Soros Professor, 1995 г.
- Заслуженный деятель науки РФ, 1996 г.
- Membre d’Honneur de la Societe Francaise de Metalurgie et de Materiaux, 1998 г.
- Заслуженный работник высшей школы РФ, 1999 г.
- Honorary Chairman of DSL-2009 (Int. Conf. Diffusion in Solids and Liquids)

## Из библиографии
- Термодинамика и кинетика диффузии в твёрдых телах / Б. С. Бокштейн, С. З. Бокштейн, А. А. Жуховицкий. — Москва : Металлургия, 1974. — 280 с. : ил.

### Учебные пособия
- Теория химической связи и применение гамма-резонансной спектроскопии к задачам квантовой химии : Курс лекций / А. А. Жуховицкий, Б. С. Бокштейн ; Под ред. проф. А. А. Жуховицкого ; Моск. ин-т стали и сплавов. Кафедра физ. химии. — Москва : [б. и.], 1972. — 142 с.